# Masmorra
Una masmorra és una presó subterrània on es tanca els condemnats. També se'n pot dir tàvega o sitja.

## Història

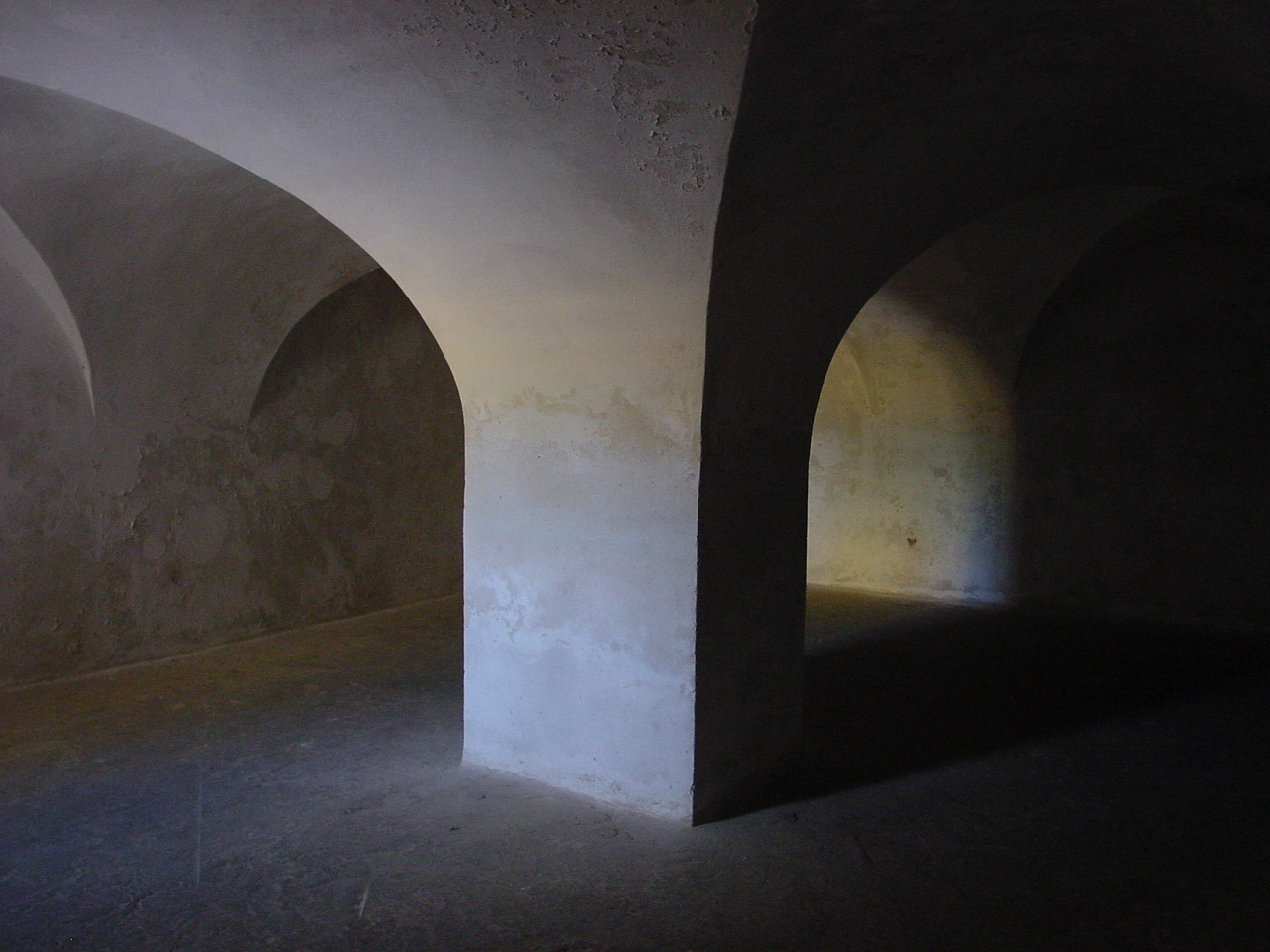
Fort Christiansvaern, Christiansted, St. Croix, Estat de Virgínia, Estats Units

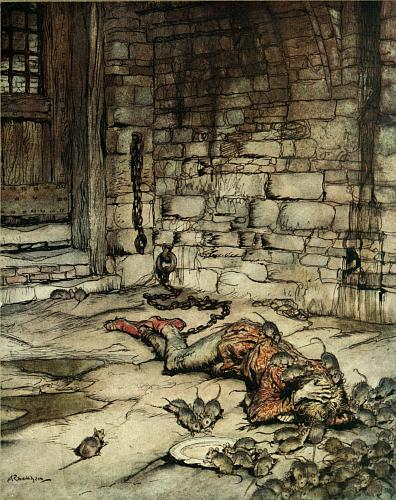
Il·lustració a càrrec de Arthur Rackham de la balada Young Beichanü: Young Beichan a la Masmorra.

En el seu ús medieval original, la masmorra era la principal torre d'un castell que consistia en la posició final de defensa on els soldats podien refugiar-se quan les fortificacions externes eren destruïdes. També era un lloc segur, encara que no confortable, on tenir els presoners. Un cop es va haver construït un habitatge més luxós per al senyor del castell, la masmorra va passar a usar-se principalment amb aquest objectiu. Aquest significat ha desenvolupat en el temps també el significat de presó subterrània o cripta, típicament construïda a sota d'un castell.
El 1613, el pastor protestant alemany, Anton Praetorius va descriure la situació terrible dels presoners a les masmorres al llibre Von Zauberey und Zauberern Gründlicher Bericht (Sobre bruixeria i els mags: informe exhaustiu).

## Característiques
Moltes masmorres reals són únicament individuals, amb un recinte dotat d'una porta gruixuda o amb un únic accés d'un forat o una trapa al terra de la cambra superior, l'ús de les masmorres per a torturar, juntament amb l'associació dels humans amb les pors de restar atrapats sota terra, han convertit les masmorres en una metàfora poderosa en diferents contextos.